# 로열 스톡홀름 필하모니 관현악단

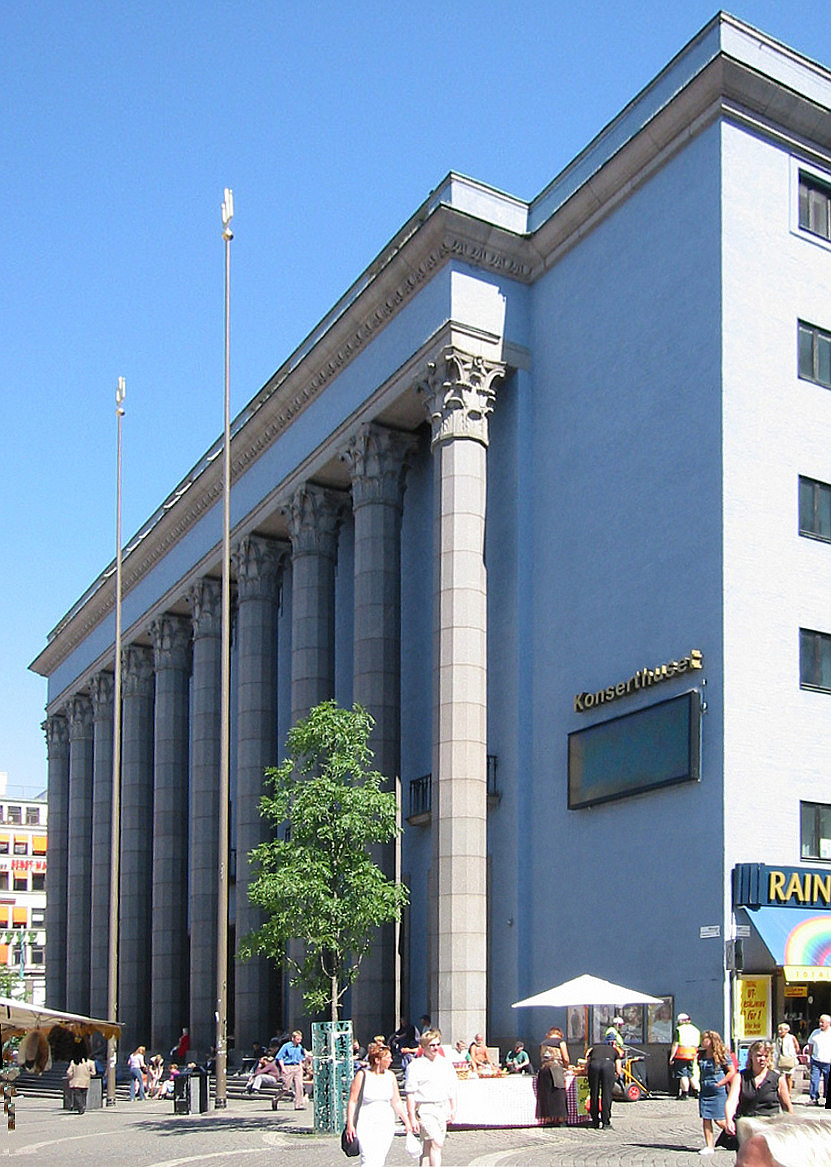

로열 스톡홀름 필하모니 관현악단(스웨덴어: Kungliga Filharmoniska Orkestern, Royal Stockholm Philharmonic Orchestra)은 스톡홀름에 본거지를 둔 스웨덴의 대표적인 관현악단으로, 왕립 호칭이 붙기 이전 명칭인 스톡홀름 필하모니 관현악단으로 잘 알려져 있다.

## 역사
1902년에 스톡홀름 연주협회의 부설 관현악단인 '스톡홀름 연주협회 관현악단'으로 창단되었고, 초기에는 연주협회의 방침에 따라 오페라 등 무대 작품의 공연과 관현악 연주회를 모두 소화하는 악단으로 운영되었다. 그러나 1914년에 연주회 전문 관현악단의 필요성을 인정한 협회 측의 결정으로 대폭 개편되었고, 이듬해 핀란드 출신 지휘자인 게오르크 슈네보익트를 초대 상임 지휘자로 영입했다. 2년 뒤인 1916년에는 연주협회 소속 합창단이 결성되어 관현악단 공연에 합류하기 시작했다.
슈네보익트가 1924년에 사임한 뒤로는 약 2년간 객원 지휘에 의존했고, 1926년에 체코 출신의 바츨라프 탈리히가 상임 지휘자에 취임했다. 탈리히는 1936년까지 10년 동안 재임하면서 악단의 연주력 향상에 주력했고, 탈리히 사임 후에는 독일에서 망명한 지휘자 프리츠 부슈가 직책을 이어받았다. 그러나 부슈는 겸무 중이던 덴마크 방송 교향악단의 직책에 주력하기 위해 1940년에 물러났다. 1937년에는 연주회의 정기적인 라디오 중계가 시작되어 사실상 방송 관현악단의 지위를 가지게 되었다.
부슈의 후임으로는 헝가리 출신 지휘자인 칼 가라굴리가 임명되어 1953년까지 활동했고, 가라굴리 사임 후에는 또다시 2년간의 공백 상태가 유지되다가 1955년에 독일 지휘자인 한스 슈미트-이세르슈테트가 부임했다. 슈미트-이세르슈테트는 그 때까지 스웨덴에만 국한되어 있던 악단의 명성을 세계적으로 만들기 위한 기초를 마련하는 데 주력했으며, 재임 중이던 1957년에는 악단의 이름을 '스톡홀름 필하모니 관현악단'으로 개칭했다. 슈미트-이세르슈테트 사임 후 2년간의 공백기 뒤 후임으로 임명된 안탈 도라티도 특유의 조련 능력을 살려 북구 음악 외에 독일이나 동유럽 음악 분야의 연주력을 크게 향상시켰다.
이어 소련 출신 지휘자들인 겐나디 로제스트벤스키와 유리 아로노비치가 차례로 상임 지휘자를 맡아 러시아/소련 음악을 적극적으로 소개했으며, 1987년에는 파보 베르글룬드가 직책을 이어받았다. 그러나 베르글룬드는 1990년까지 단기 재임에 그쳤고, 후임으로 로제스트벤스키가 다시 복귀해 1995년까지 재임했다. 로제스트벤스키의 두 번째 재임기 중인 1992년에는 스웨덴 왕실로부터 '왕립' 의 칭호를 받아 현재의 명칭으로 다시 개칭되었다. 로제스트벤스키 사임 후에는 최초로 공동 상임 제도를 도입해 영국의 앤드루 데이비스와 에스토니아계 미국인인 파보 예르비가 1998년까지 활동했다.
2000년에는 미국 출신의 젊은 지휘자인 앨런 길버트가 다시 단독 상임 지휘자로 부임했고, 현재까지 재임 중이다. 길버트는 2009년에 뉴욕 필하모닉의 음악 감독으로 이임하기 위해 사임 의사를 밝혔으며, 후임으로는 2008년 하반기부터 핀란드 출신 지휘자인 사카리 오라모가 임용될 예정이다.

## 주요 활동
초기에 오페라극장 관현악단 활동을 겸했던 만큼, 상주 공연장으로 스웨덴 왕립 오페라극장을 사용하고 있었다. 그러나 1926년에 연주회 전용으로 지어진 공연장인 스톡홀름 음악당으로 옮겨가 현재까지 상주 악단으로 활동하고 있다. 이 공연장은 매년 노벨상 시상식 장소로도 활용되고 있으며, 식전 행사의 음악도 스톡홀름 왕립 필이 계속 맡고 있어서 유명하다.
양차 세계대전 중에도 중립국으로 남아 있었기 때문에 악단 활동에 큰 지장을 받지는 않았지만, 한동안 해외에는 잘 알려지지 않은 상태였다. 이러한 상황을 타개하기 위해 탈리히나 부슈, 가라굴리 등 외국인 지휘자를 상임으로 영입했으며, 이외에도 빌헬름 푸르트벵글러나 야샤 호렌슈타인 같은 유명 지휘자들을 자주 객원으로 초빙해 공연했다. 그러나 세계적인 명성을 얻기 시작한 것은 2차 세계대전 이후이며, 상업용 음반 녹음은 1950년대 후반부터 본격적으로 시작했다.
도라티는 시벨리우스를 비롯한 북구 관현악 작품을 RCA에 녹음했고, 로제스트벤스키는 쇼스타코비치의 발레 작품들을 세계 최초로 전곡 녹음하는 등 소련 시절 레퍼토리의 음반화에 집중했다. 데이비스도 라흐마니노프의 관현악 작품을 위시한 음반을 취입한 바 있다. 그러나 다른 유명 악단들과 비교하면 아직 녹음량은 적은 편이다. 이외에도 푸르트벵글러가 지휘한 녹음의 방송 실황이나 호렌슈타인의 말러 교향곡 녹음도 발매되고 있다.

## 역대 상임 지휘자
- 게오르크 슈네보익트 (1915-1924)
- 바츨라프 탈리히 (1926-1936)
- 프리츠 부슈 (1937-1940)
- 칼 가라굴리 (1942-1953)
- 한스 슈미트-이세르슈테트 (1955-1964)
- 안탈 도라티 (1966-1974)
- 겐나디 로제스트벤스키 (1974-1977, 1991-1995)
- 유리 아로노비치 (1982-1987)
- 파보 베르글룬드 (1987-1990)
- 앤드루 데이비스 & 파보 예르비 (1995-1998)
- 앨런 길버트 (2000-2008)
- 사카리 오라모 (2008-)